# Anolis maculigula
Anolis maculigula este o specie de șopârle din genul Anolis, familia Polychrotidae, descrisă de Williams 1984. A fost clasificată de IUCN ca specie vulnerabilă. Conform Catalogue of Life specia Anolis maculigula nu are subspecii cunoscute.